# OSB

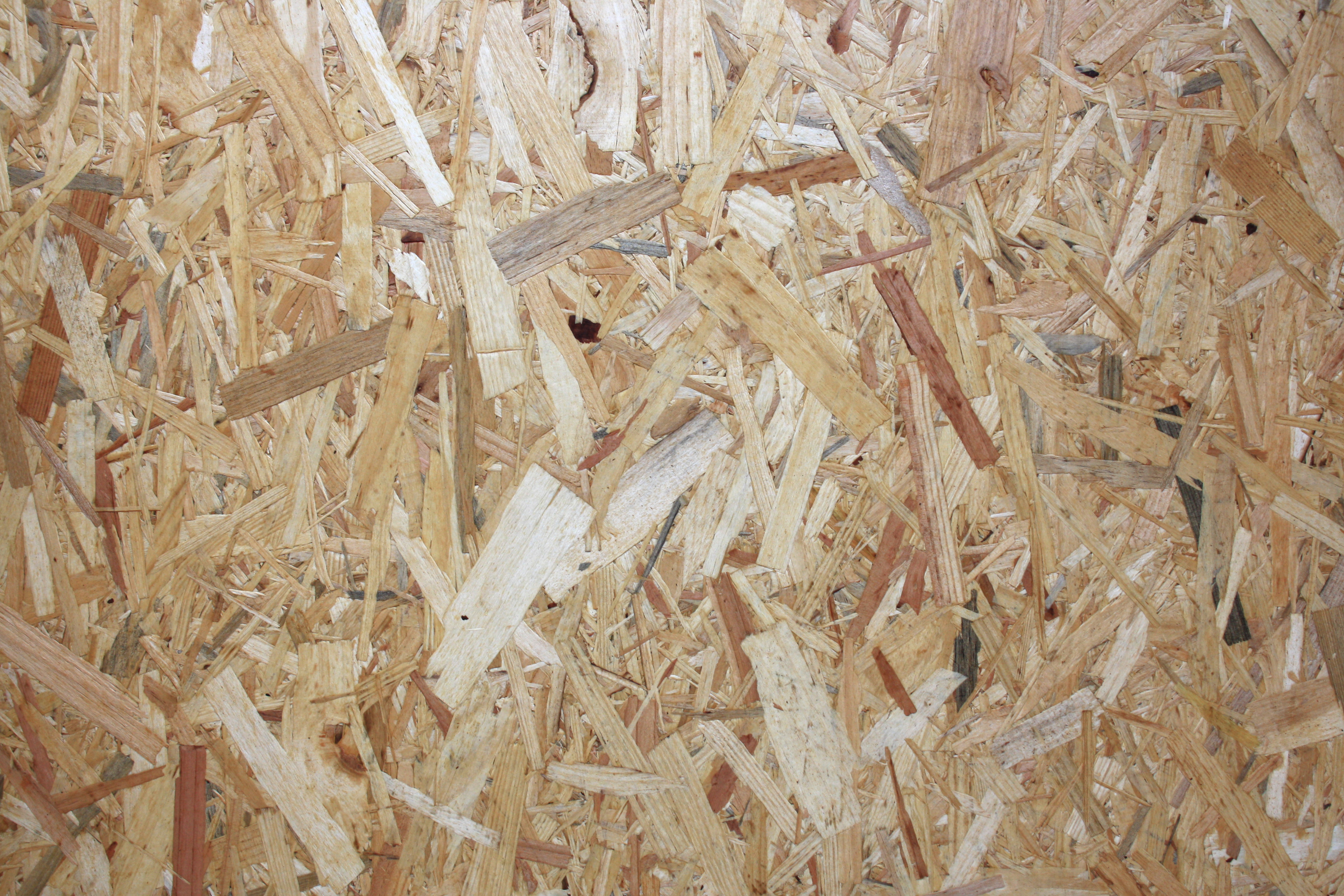
OSB este ușor de identificat prin fâșiile sale caracteristice din lemn

OSB (din engleză Oriented Strand Board), este o placă utilizată în construcții, formată din componente stratificate de particule de lemn („fulgi de lemn”). În aparență, aceasta poate avea o suprafață rugoasă și pestriță cu benzi individuale de aproximativ 2,5 x 15 cm (1 "x 6"), situate inegal între ele.

## Utilizare
OSB este un material cu proprietăți mecanice ridicate, care îl fac deosebit de potrivit pentru aplicații în construcții. Cele mai frecvente utilizări sunt ca înveliș de pereți, podele, și astereală. OSB este, de asemenea, utilizată și în producția de mobilă.